# 堂溪典
堂溪典（？—？），又作唐溪典，字伯并（言其字子度、季度者误将其父之事混淆。），颍川鄢陵（今河南禹县）人，東漢经学家。
歷官西鄂长、侍中，熹平年間為五官中郎将。尤精于《左傳》，延篤曾追隨他學習，延篤想抄寫《左传》，沒纸，唐溪典以废笺记与之。熹平四年（175年）與蔡邕等正定《六經》文字，並立石於太學門外，史稱《熹平石經》。